# S-125 Neva/Pečora
Isajev S-125 Neva/Pečora (rus. С-125 Нева / Печора; naziv NATO-a: SA-3 Goa) je sovjetski raketni zemlja-zrak sustav koji je razvijen kako bi upotpunio starije sustave S-25 Berkut i S-75 Dvina. Ima kratki efektivni domet i leti na nižoj nadmorskoj visini od svojih prethodnika zbog čega Neva ima mogućnost gađanja meta u niskom letu (za razliku od prethodnih modela). Također, S-125 je mnogo otporniji na elektroničko ometanje u odnosu na S-75. Obje inačice koriste radijsko navođenje.
Osim kopnene, postoji i mornarička inačica M-1 Volna (rus. Волна; hrv. Val; naziv NATO-a: SA-N-1 Goa).
Raketni sustav koristi projektile 5V24 (V-600) koji postižu brzinu od 3 do 3,5 Macha te ih pokreću raketni motori na kruto gorivo.

## Opis
S-125 je u odnosu na S-75 napredniji raketni zemlja-zrak sustav. Rakete se mogu ispaljivati s fiksnih lansera ili mogu biti montirane na sovjetske ZIL kamione. Postavljanje projektila na lansere traje nekoliko minuta.

## Projektili
Sustav S-125 koristi dvije različite vrste projektila. Prvotna inačica V-600 (ili 5V24) ima malu bojnu glavu težine 60 kg u kojoj se nalazi jaki eksploziv (HE). Njezin domet iznosi 15 km.
Kasnija inačica V-601 (ili 5V27) ima težinu od 953 kg te 70 kg tešku bojnu glavu koja sadrži 33 kg jakog eksploziva i 4.500 fragmenata. Duga je 6,09 m, raspon krila iznosi 2,2 m a promjer tijela 0,375 m. Minimalni domet je 3,5 km a maksimalni 35 km (Pečora 2A). Sjecišta visine su između 100 metara i 18 km.

## Radari
Sustav koristi radare kojima se upravlja iz zapovjedne zgrade ili kamiona te postoje tri primarna radarska sustava:
- P-15 ili P-15M (2) - 380 kW C-band radar za pronalazak mete. Koriste ga i stariji raketni sustavi Kub i Osa. Domet radara iznosi 250 km.
- SNR-125 - 250 kW I/D-band radar za navođenje, praćenje i upravljanje paljbom. Ima domet od 40 km (80 km u drugom modu).
- PRV-11 - E-band radar dometa 28 km kojeg osim S-125 koriste i SA-2 Guideline, SA-4 Ganef te SA-5 Gammon.

## Inačice i nadogradnje

### Mornarička inačica
1956. godine započeli su radovi na mornaričkoj inačici M-1 Volna (SA-N-1) paralelno uz razvoj kopnenog modela. Najprije je postavljen na razarače klase Kotlin i testiran 1962. te je iste godine prihvaćen. Osnovni projektil bio je V-600 (ili 4K90) dometa od 4 do 15 km. Za sustav upravljanja paljbom i navođenje bio je zadužen radar 4R90 Yatagan s pet parabolnih antena. Sustav je mogao biti angažiran samo oko jedne mete (ili dvije za brodove opremljene s dva M-1 Volna sustava). U slučaju nužde, Volna se mogla koristiti i protiv mornaričkih ciljeva.
Prvi dizajnirani lanser bio je ZIF-101 na koji su se montirala dva projektila dok ih je u spremniku bilo još šesnaest. 1963. godine je stvoren ZIF-102 koji je imao spremnik kapaciteta 32 projektila te je predstavljen kao lanser za brodove iz nove klase.
1967. je proizvedena nadograđena raketna inačica Volna-M (SA-N-1B) koja je koristila rakete V-601 (4K91) dometa od 4 do 22 km. Od 1974. do 1976. neke inačice raketa su modernizirane na Volna-P standard s TV kanalom za praćenje i boljom otpornošću na ometanje. Kasnije su u uporabu uvedeni poboljšani V-601M projektili s nižom minimalnom visinom leta protiv zračnih ciljeva (sustav Volna-N).

### Moderne nadograđene inačice
Od kada je Rusija zamijenila većinu svojih S-125 raketnih sustava sa SA-10 i SA-12, odlučeno je da će se nadograditi S-125 sustavi koji su povučeni iz uporabe kako bi bili zanimljiviji stranim kupcima. Tako je 2000. predstavljena Pečora-2 s većim dometom, angažmanom na više ciljeva i većom mogućnošću uništenja neprijateljskih letjelica. Rakete se nalaze u lanseru instaliranom na kamionu što omogućava mobilnost sustava a može ispaljivati i Pečora-2M inačicu raketa protiv krstarećih projektila.
1999. godine je rusko-bjeloruskom financijsko-industrijskom konzorciju Defense Systems dodijeljen ugovor o modernizaciji egipatskih S-125 zemlja-zrak sustava. Oni su obnovljeni kao S-125 Pečora 2M.
2001. Poljska je ponudila mogućnost nadogradnje S-125 u standard Newa SC. Modernizacija uključuje zamjenu mnogih analognih komponenti s digitalnim s većom točnošću i pouzdanošću. Nadogradnja uključuje i montažu raketnih lansera na šasiju T-55 tenkova čime se poboljšava pokretljivost te su dodani podatkovni linkovi te IFF sustav (mogućnost prepoznavanja prijatelja od neprijatelja). Radar je montiran na šasiju teškog kamiona s četiri osovine (bivši kamioni koji su se koristili kao lanseri Scud projektila).
U listopadu 2010. ukrajinska tvrtka Aerotechnica je predstavila vlastitu moderniziranu inačicu S-125 pod nazivom S-125-2D Pečora.

## Operativna povijest

### Sovjetski Savez
S-125 je prvi puta postavljen oko Moskva|Moskve u razdoblju od 1961. do 1964. (uz postojeće S-25 i S-75) kao i u drugim dijelovima SSSR-a. 1964. je stvorena nadograđena inačica S-125M "Neva-M" a kasnije i S-125M1 "Neva-M1". Američko Ministarstvo obrane je izvornu inačicu označilo kao SA-3A dok su nove Neve-M označene kao SA-3B i SA-N-1B (mornarički modeli).
S-125 se nije koristio protiv američkih snaga u Vijetnamu jer se Sovjetski Savez bojao da će Kina preko koje je išla sva sovjetska vojna pomoć Sjevernom Vijetnamu, pokušati kopirati sovjetski raketni sustav. Razlog tome bilo je pogoršanje sovjetsko-kineskih odnosa tijekom 1960-ih.

### Angola
Nacionalne zračne snage Angole su nabavile značajan broj zemlja-zrak projektila S-125 te su u lipnju 1980. korišteni kao protuzračno oružje protiv južnoafričkih lovaca Dassault Mirage F1. Iako su oštećena dva zrakoplova, angolske snage smatraju da su oborena četiri aviona.
7. lipnja 1980. prilikom napada na trening kamp SWAPO u sklopu Operacije Skepsa, sa S-125 su pogođena dva južnoafrička Mirage F1 kojim su upravljali bojnik Frans Pretorius i kapetan IC du Plessis. Pretoriusov zrakoplov je pogođen u spremnik goriva te je morao prisilno sletjeli u zračnu bazu Ondangwa. Zrakoplov Du Plessisa je pretrpio veća oštećenja te je sletio na pistu u Ruacani. Oba zrakoplova su popravljena i vraćena u službu.

### Bliski Istok
Sovjetski Savez je tijekom 1960-ih i 1970-ih opskrbljivao nekoliko arapskih zemalja s Neva/Pečora projektilima. Najznačajniji su bili Egipat i Sirija.
S-125 je imao veliku primjenu tijekom Rata iscrpljivanja i Yom kippurskog rata. Tijekom potonjeg sukoba on je uz S-75 Dvinu i Kub činio okosnicu egipatske protuzračne obrambene mreže.
Sirija je po prvi puta S-125 koristila tijekom Yom kippurskog rata 1973. kao i tijekom Rata u Libanonu 1982. U borbama u dolini Beqaa, izraelske zračne snage su neutralizirale sirijsku protuzračnu prijetnju te su u jednom danu uništile nekoliko S-125 baterija kao i one s Dvina i Kub raketnim sustavima.

### Irak
Tijekom Operacije Pustinjska oluja 19. siječnja 1991. oboren je jedan USAF-ov lovac F-16 (serijski broj 87-257). Zrakoplov je pogođen s V-600 raketom južno od Bagdada. Pilot, bojnik Jeffrey Scott Tice se sigurno katapultirao. To je bio osmi borbeni gubitak te prvi gubitak iznad Bagdada.
Dva dana ranije, bomdarder B-52G je oštećen zahvaljujući raketnom sustavu Pečora ili Kub.

### SR Jugoslavija
250. protuzračna raketna brigada Vojske Jugoslavije je opremljena sa S-125 sustavom 27. ožujka 1999. tijekom NATO-ovog bombardiranja SRJ, oborila američki stealth bombarder F-117. Isti sustav korišten je i za rušenje američkog F-16 lovca 2. svibnja iste godine. Njegov pilot, poručnik David Goldfein, zapovjednik američkog 555. borbenog eskadrona se sigurno katapultirao te je kasnije spašen u borbenoj misiji potrage i spašavanja.
Tijekom tog rata, jugoslavenske protuzračne snage su koristeći protuzračne sustave oborile nekoliko bespilotnih letjelica NATO-a.
Osim ovih nekoliko slučajeva obaranja neprijateljskih letjelica, S-125 se tijekom Rata na Kosovu pokazao zastarjelim i nepouzdanim - ispaljeno je mnogo projektila a oborena su svega dva zrakoplova. Također, 80% jugoslavenskih Pečora sustava je uništeno tijekom rata dok su NATO lovci uništili većinu strateške infrastrukture u zemlji bez ozbiljne protuzračne prijetnje.

## Korisnici

### Postojeći korisnici
- Alžir

- Angola
- Armenija
- Azerbajdžan
- Burma[13]
- Egipat[13]
- Etiopija
- Gruzija
- Jemen
- Kamerun
- Kuba
- Libija[13]
- Moldavija

- Mongolija
- Mozambik
- Peru
- Poljska
- Sirija[13]
- Sjeverna Koreja: 32 baterije.
- Srbija: 15 zemlja-zrak raketnih sustava te 32 lansera. Cijelo naoružanje bit će podvrgnuto modernizaciji.
- Tanzanija
- Turkmenistan[13]
- Venezuela: u službi je model Pečora-2M. Naručeno je 11 novih raketnih sustava a jedan je dostavljen 2011. zajedno s osam lansera.[14]
- Vijetnam[13][15]
- Zambija

### Bivši korisnici
- SSSR: primarni korisnik.
- Bugarska: u fazi povlačenja iz uporabe.
- Čehoslovačka
- Finska: raketni sustav je povučen tijekom 1990-ih.
- Indija
- Irak: oružje je uništeno 2003.
- Njemačka Demokratska Republika
- SFRJ: 14 baterija S-125 s ukupno oko 60 lansera.
- Južni Jemen
- Kambodža: raketni sustav je otpisan 2005.[16]
- Mađarska: S-125 je bio u službi u razdoblju od 1978. do 1995.[17]
- Rumunjska: S-125 je bio u službi u razdoblju od 1986. do 1998.
- Rusija: oružje je povučeno tijekom 1990-ih a projektili su se koristili kao mete za trening.
- Slovačka: S-125 je povučen 2001. godine.
- Somalija: raketni sustav je neoperativan od 1992.[18]
- Ukrajina[19]

## Vanjske poveznice
|  | Zajednički poslužitelj ima još gradiva o temi S-125 Neva/Pečora |

- Opis S-125 raketnog protuzračnog sustava na web stranici proizvođača  Arhivirana inačica izvorne stranice od 29. veljače 2008. (Wayback Machine)
- Missile Threat.com  Arhivirana inačica izvorne stranice od 17. siječnja 2005. (Wayback Machine)
- Wonderland.org  Arhivirana inačica izvorne stranice od 21. travnja 2009. (Wayback Machine)